# Richard Armstedt
Richard Armstedt (né le 10 novembre 1851 à Osterburg et mort le 14 avril 1931 à Königsberg) est un philologue, historien et enseignant allemand.

## Biographie
Richard Armstedt obtient en 1885 son doctorat à l'Université Eberhard Karl de Tübingen. En 1886, il devient professeur principal au lycée de la vieille ville de Königsberg. De 1900 à 1921, il est directeur du lycée de Kneiphof.
Ses travaux scientifiques portent principalement sur l'histoire de la Prusse-Orientale. En tant que membre et président du maître de loge de la loge maçonnique de Königsberg "Zum Todtenkopf und Phoenix", il écrit son histoire.

## Travaux
- mit Richard Fischer: Heimatkunde von Königsberg i. Pr. Königsberg 1895
- Der schwedische Heiratsplan des Großen Kurfürsten. Beilage zum Programm des Altstädtischen Gymnasiums zu Königsberg in Preußen, Ostern 1896. Königsberg 1896
- Geschichte der Königlichen Haupt- und Residenzstadt Königsberg in Preußen. Hobbing & Büchle, Stuttgart 1899. Nachdruck Melchior, Wolfenbüttel 2006
- Geschichte des Kneiphöfischen Gymnasiums zu Königsberg i. Pr. Königsberg 1913, 1914
- Geschichte der Vereinigten Johannis-Loge zum Todtenkopf und Phoenix zu Königsberg i. Pr. in den Jahren 1897–1922. Hartung, Königsberg 1922